# Guillem I d'Escòcia
Guillem I d'Escòcia, dit el Lleó (gaèlic escocès: Uilliam Garbh, 1143 - 4 de desembre de 1214), fou rei d'Escòcia, successor del seu germà Malcolm IV.
Fou fet presoner pels anglesos el 1174 després de la batalla d'Alnwick, cosa que aprofitaren els pictes de Galloway per rebel·lar-se fins al 1185. Per aquest motiu els anglesos l'obligaren a signar el tractat de Falaise, pel qual reconeixia la dependència d'Escòcia i cedia a Anglaterra Edimburg, Roxburg i Berwick. Tanmateix, el 1175 el nou rei anglès Ricard I considerà nul el tractat de Falaise i alliberà Escòcia de qualsevol vincle feudal. Endemés, el 1188 el papa Climent III hi organitzà nou bisbats, i el 1192 se sotmeté a la Santa Seu. El 1197 se li rebel·là Arald d'Orkney i Caithness, i amb aquesta excusa prengué Sutherland i Caithness als vikings. El 1187 vencé a un altre pretendent, Donald McWilliams de Moray, però el 1209, finalment, tornà a ser un altre cop vassall del rei anglès Joan sense Terra.
Guillem I va morir a Stirling el 1214.